# Tomasino da Vimercate
Tomasino da Vimercate est un enlumineur italien originaire de Vimercate,  qui fut actif  entre 1390 et 1415 à Milan. Il est parfois désigné aussi comme le Maître du livre d'heures de Modène.

## Biographie
Tomasino da Vimercate est connu avoir reçu paiement le 31 mai 1409 pour des enluminures d'un ouvrage des écrits de saint Ambroise (Ambrosianae) effectuées pour la cathédrale de Milan.
Le peintre anonyme dit Maître des Vitae Imperatorum fut son élève.

## Œuvres
- Illustrations   de l'Ambrosianae,  Fitzwilliam Museum, Cambridge (MS. C.F.M. 9)
- Illustrations du livre d'heures de Giovanni Maria Visconti (1389-1412), duc de  Milan, manuscrit  en  latin sur vélin.